# Тескентоган
Тескентоган (каз. Тескентоған, до 199? г. — Кызыл-Ту) — аул в Меркенском районе Жамбылской области Казахстана. Входит в состав Суратского сельского округа. Код КАТО — 315446600.

## Население
В 1999 году население аула составляло 534 человека (275 мужчин и 259 женщин). По данным переписи 2009 года, в ауле проживало 511 человек (264 мужчины и 247 женщин).